# Kalošević
Kalošević je naseljeno mjesto entitetskom linijom podijeljeno između općine Tešanj, Federacija Bosne i Hercegovine i Teslić, Republika Srpska, BiH. Površina naselja je 9,30 km2.

## Stanovništvo
| Kalošević          |                |              |              |              |
| Godina popisa      | 1991.          | 1981.        | 1971.        | 2020.        |
| Muslimani          | 1.053 (96,51%) | 944 (94,58%) | 722 (97,96%) | 658 (99,54%) |
| Srbi               | 25 (2,29%)     | 16 (1,60%)   | 14 (1,89%)   | 3 (0,45%)    |
| Hrvati             | 2 (0,18%)      | 1 (0,10%)    | 1 (0,13%)    | 0            |
| Jugoslaveni        | 11 (1,00%)     | 35 (3,50%)   | 0            | 0            |
| ostali i nepoznato | 0              | 2 (0,20%)    | 0            | 0            |
| ukupno             | 1.091          | 998          | 737          | 661          |

## Obrazovanje
U mjestu Kalošević nalazi se OŠ Abdulvehab Ilhamija Kalošević.

## Gospodarstvo
Najintenzivnije lociranje poslovnih centara na prostoru naselja Kalošević nalazi se u poslovnoj zoni Usora, uz istoimenu rijeku prema raskrsnici puteva ka naseljenom mjestu Jelah.

## Vanjske poveznice
- https://jelah.info/
- http://opcina-tesanj.ba/

- http://www.zosradio.ba/